# John Barbirolli
Sir John Barbirolli, Kt, CH (Londres, 2 de dezembro de 1899 - Londres, 29 de julho de 1970) foi um maestro e violoncelista inglês. Ele foi particularmente associado com a Orquestra Hallé, de Manchester, a qual salvou da dissolução, em 1976 e conduziu-a pelo resto de sua vida. Nos primeiros anos de sua carreira, foi o sucessor de Arturo Toscanini como Diretor Musical da Filarmônica de Nova Iorque, mantendo-se no posto de 1936 a 1943. Ele também foi o Maestro Chefe da Orquestra Sinfônica de Houston de 1961 a 1967, e maestro convidado de várias outras orquestras, como a Orquestra Sinfônica da BBC, Orquestra Sinfônica de Londres, Orquestra Philharmonia, Filarmônica de Berlim e a Filarmônica de Viena, fazendo gravações com todas elas.
O começo da carreira de Barbirolli foi dedicada a ópera, como maestro da Companhia de Ópera Nacional Britânica e maestro das turnês do Covent Garden. Após começar seus trabalhos na Orquestra Hallé, ele conduziu produções de óperas de Giuseppe Verdi, Richard Wagner Christoph Willibald Gluck e Giacomo Puccini, no Covent Garden, com muito sucesso. No fim de sua carreira, ele fez inúmeras gravações de óperas, também a mais conhecida seja sua gravação de Madama Butterfly, para a EMI, em 1967.
Barbirolli é particularmente associado aos compositores ingleses Edward Elgar, Frederick Delius e Ralph Vaughan Williams. Ele também é conhecido por suas performances de música do fim do século XIX e início do século XX, como as obras de Gustav Mahler e Jean Sibelius, mas também é admirado por suas interpretações de músicas do período clássico, como Franz Schubert.

## Biografia

### Primeiros Anos

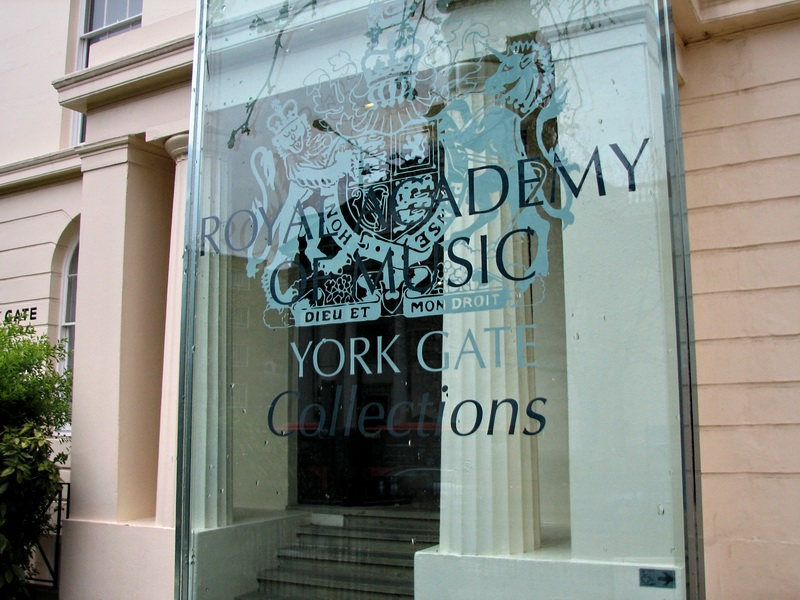
Royal Academy of Music, Londres

Giovanni Battista Barbirolli nasceu em Southampton Row, Holborn, Londres, a segunda criança e o filho mais velho de um italiano e uma francesa. Seu pai, Lorenzo Barbirolli (1864 - 1928), foi um violinista, que firmou-se em Londres com sua esposa, Louise Marie née Ribeyrol (1870 - 1962). Ele e seu pai tocaram juntos na orquestra do Teatro alla Scala, em Milão, onde eles participaram da première de Otello, de Giuseppe Verdi. Em Londres, eles tocaram no Teatro West End.
O jovem Barbirolli começou a tocar violino quando tinha quatro anos de idade, mas logo mudou para violoncelo. Ele, posteriormente, disse que foi por influência de seu avo paterno. Ele estudou simultâneamente na Escola St. Clement Danes e a partir de 1910 na Faculdade de Música Trinity. Como estudante da Trinity, ele fez sua estreia em um concerto para violoncelo, No Queen's Hall em 1911. No ano seguinte, ele venceu um concurso na Academia Real de Música, onde ele estudou de 1912 a 1916. Estou harmonia, contraponto e teoria com o Profº Dr. J.B. McEwen e violoncelo com Herbert Walenn. Em 1914 ele venceu o prêmio Charles Rube. De 1916 a 1918 ele foi um freelance em Londres.
Durante o último ano da Primeira Guerra Mundial, Barbirolli alistou-se e tornou-se parte do Regimento Sufoolk. Lá ele teve a oportunidade de conduzir, quando uma orquestra de voluntários foi formada. Foi durante essa época em que ele adotou o atual nome, para ser mais simples. "O sargento-major tinha muita dificuldade de ler meu nome e falava "Quem é o Guy Vanni?" Então eu adotei o nome John".
Ao voltar para sua vida civil, Barbirolli resumiu sua carreira como violoncelista. Em 1919 ele foi o violoncelista do Concerto para Violoncelo de Edward Elgar, com a Orquestra Sinfônica de Londres. Ele foi o solista em outra performance do concerto, um ano depois. No Festival dos Três Corais, em 1920, ele tocou sob a batuta do próprio Elgar. Ele ingressou em dois quartetos de cordas: o Quarteto Kutcher, formado por alunos do Trinity e o Quarteto da Sociedade de Música, conduzidos por André Mangeot. 

### Primeiros Postos como Maestro
A ambição de Barbirolli permaneceu em condução. Ele foi convidado a conduzir uma nova orquestra de câmara em Chenil Gallery, em Chelsea. O conjunto, mais tarde, foi renomeado para Orquestra de Câmara John Barbirolli. Seus concertos impressionaram Frederic Austin, diretor da Companhia de Ópera Nacional Britânica, que o convidou a reger algumas performances da companhia. Barbiroli nunca tinha conduzido um coro ou uma grande orquestra, mas tinha confiança suficiente para aceitar. Ele fez sua estreia operística com Roméo et Juliette de Charles Gounod, no Newcaslte, seguido dias seguintes de performances de Aida de Giuseppe Verdi e Madama Butterfly de Giacomo Puccini. Ele conduziu a companhia frequentemente pelos dois anos seguintes e fez sua estreia operística no Royal Opera House, Covent Garden com Madama Butterfly em 1928. No ano seguinte, ele foi convidado a conduzir a abertura internacional do Covent Garden, com Don Giovanni, de Wolfgang Amadeus Mozart, com um grupo que incluia Mariano Stabile, Elisabeth Schumann e Heddle Nash.

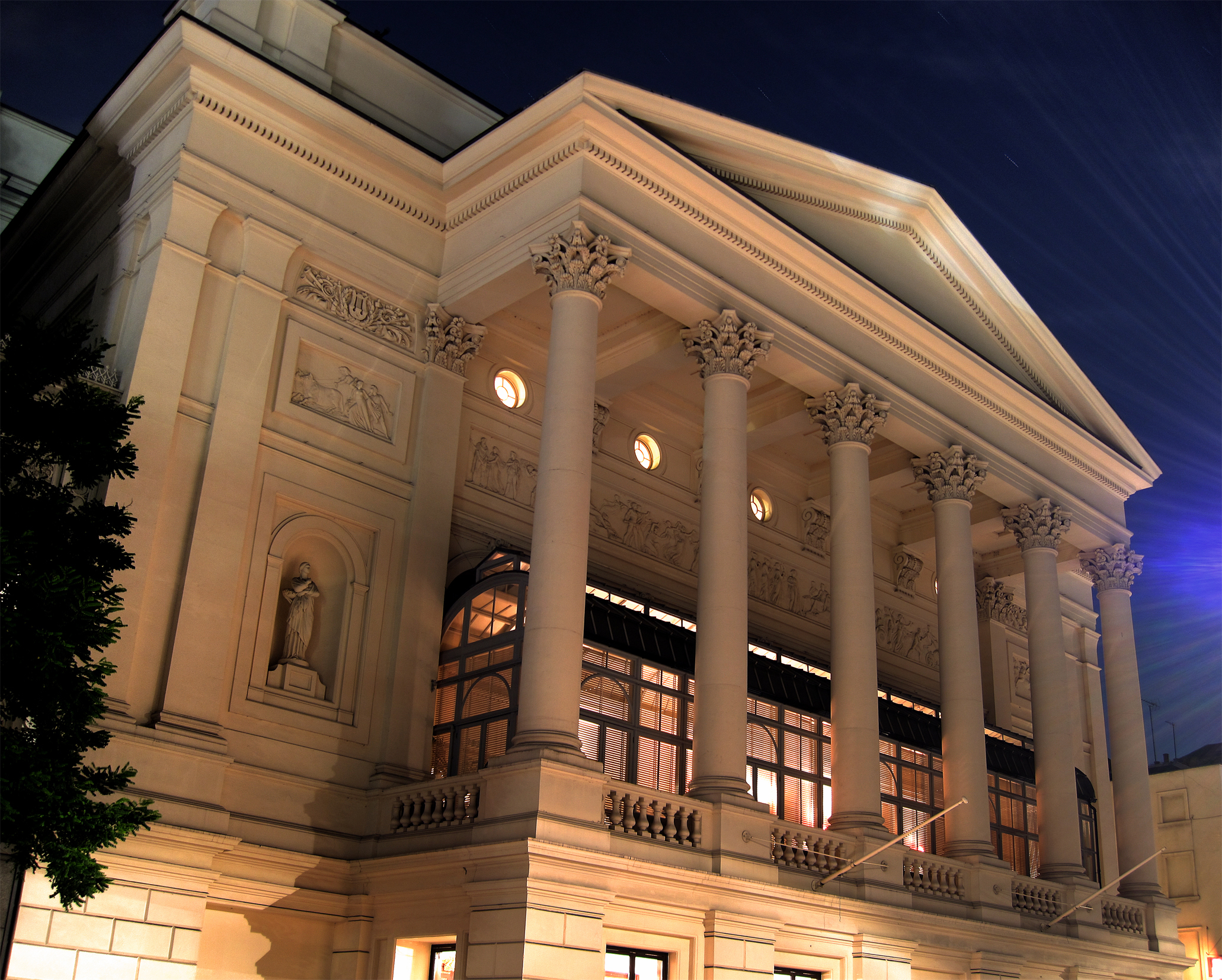
Royal Opera House, Covent Garden

Em 1929, após problemas financeiros que forçaram a Companhia a fechar, o Covent Garden criou turnês para arrecadar fundos e apontaram Barbirolli como Diretor Musical e Maestro Residente. As óperas dessa turnê incluíram: Die Meistersinger von Nürnberg e Lohengrin de Richard Wagner, La Bohème, Madama Butterfly, Tosca e Turandot de Giacomo Puccini, Il Trovatore e Falstaff de Giuseppe Verdi, Pagliacci de Ruggiero Leoncavallo, Il barbiere di Siviglia de Gioachino Rossini e Faust de Charles Gounod. Em turnês posteriores com a companhia, Barbirolli conduziu mais óperas do repertório germânico, incluindo Der Rosenkavalier de Richard Strauss, Tristan und Isolde e Die Walküre de Richard Wagner. Durante seus anos com a turnê da companhia, Barbirolli  não parou de conduzir música instrumental. Em 1927, substituindo Sir Thomas Beecham, ele conduziu a Orquestra Sinfônica de Londres em uma performance da segunda sinfonia de Edward Elgar, recebendo agradecimentos do compositor. Barbirolli também recebeu o reconhecimento de Pablo Casals, que foi o acompanhante no Concerto para Violoncelo em Ré de Joseph Haydn, no mesmo concerto. Ele conduziu a Sociedade Filarmônica Real, no concerto onde Ralph Vaughan Williams foi presentiado com uma Medalha de Ouro da sociedade. 
Na década de 1930 ele fez muitas gravações com a Orquestra Filarmônica de Londres como maestro, acompanhado por célebres solistas, como Fritz Kreisler, Jascha Heifetz e Arthur Rubinstein.
Quando a Orquestra Hallé anunciou, em 1932, que seu Maestro Residente Hamilton Harty iria exilar-se por um período nos Estados Unidos, Barbirolli foi um dos quatro maestros convidados a conduzirem. Os outros três foram Edward Elgar, Thomas Beecham e Pierre Monteux. Os programas de Barbirolli incluíram os trabalhos de compositores diversos, como Henry Purcell, Frederick Delius, Wolfgang Amadeus Mozart e César Franck. Em 1933, Barbirolli foi convidado a ser o Maestro Residente da Orquestra Escocêsa. Barbirolli permaneceu na orquestra por três temporadas. Mesmo seu nome tendo fama na Grã-Bretanha, ele não era conhecido internacionalmente e o mundo da música recebeu-o com surpresa em 1936, quando ele foi convidado a ser o Maestro da Filarmônica de Nova Iorque, sucedendo ao célebre Arturo Toscanini.

### Filarmônica de Nova Iorque

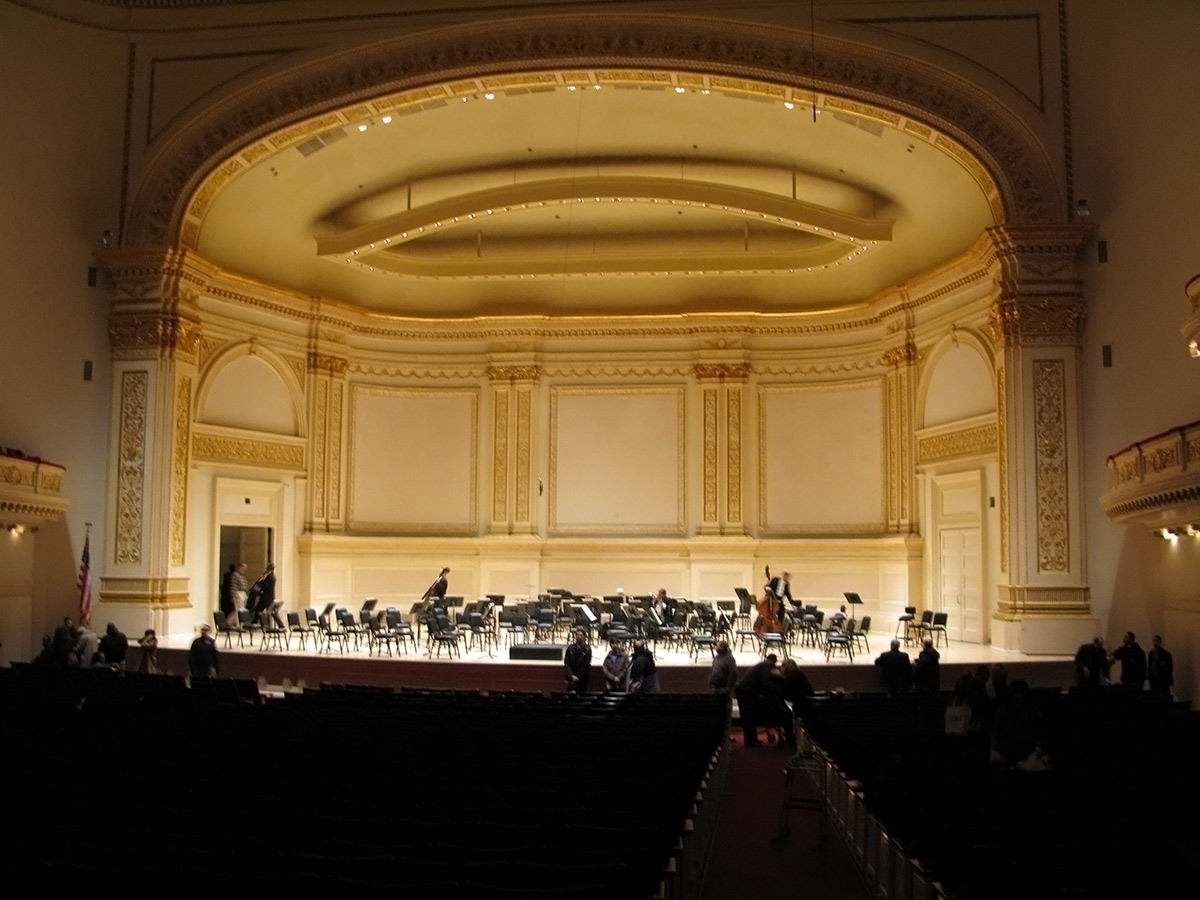
Carnegie Hall, onde Barbirolli conduziu de 1936 a 1943

Na primavera de 1936, os administradores da Filarmônica de Nova Iorque foi confrontado com um problema. Toscanini deixou a orquestra para tornar-se maestro da Orquestra Sinfônica da NBC. Wilhelm Furtwängler teria aceito o convite da orquestra para assumir o cargo, mas por continuar vivendo e trabalhando na Alemanha, sobre o Regime Nazi, ele sentiu-se incapaz de assumir o compromisso. Enquanto procuravam um maestro com fama para a orquestra, cinco maestros foram convidados para conduzí-la, durante a temporada. Barbirolli conduziu as dez primeiras semanas da temporada, com 26 concertos ao todo. Ele foi seguido pelos maestros Igor Stravinsky, Georges Enescu e Carlos Cháves, que conduziram duas semanas cada e, finalmente, por Artur Rodziński, da Orquestra de Cleveland, por oito semanas.
O primeiro concerto de Barbirolli em Nova Iorque ocorreu em 5 de novembro de 1936. O programa consistiu em músicas de Hector Berlioz, Arnold Bax, Wolfgang Amadeus Mozart e Johannes Brahms. Durante suas dez semanas, os programas incluíram músicas de americanos, como Memories of My Childhood de Charles Martin Loeffler, uma sinfonia de Anis Fuleihan e Bret Harte de Philip James. Ele também conduziu um Concerto para Baixo de Serge Koussevitzky.
Ele conduziu a première mundial de Façade de William Walton e Sinfonia da Requiem e Concerto para Violino de Benjamin Britten e também introduziu trabalhos de Jacques Ibert, Eugene Goossens e Arthur Bliss à plateia, como também de compositores americanos, como Samuel Barber, Deems Taylor e Gregory Mason. Em 1940, seu contrato foi renovado, expirando em 1942 e foi-lhe oferecido 18 concertos para a temporada seguinte e a Filarmônica de Los Angeles convidou-o a assumir o cargo de Maestro, mas ele não aceitou nenhuma das duas ofertas, pois tinha decidido voltar à Inglaterra.

### Orquestra Hallé
Em 1943, Barbirolli fez outra viavem atlântica. Em Manchester, ele imediatamente reviveu a Orquestra Hallé. O número de músicos da orquestra na época havia caído para 30. A maioria dos músicos jovens estava servindo nas forças armadas. Entretanto, a mesa diretora da orquestra decidiu que a Hallé deveria seguir o exemplo da Orquestra Filarmônica Real de Liverpool e tornar-se totalmente profissional e de tempo integral, fazendo de Malcolm Sargent seu maestro convidado.

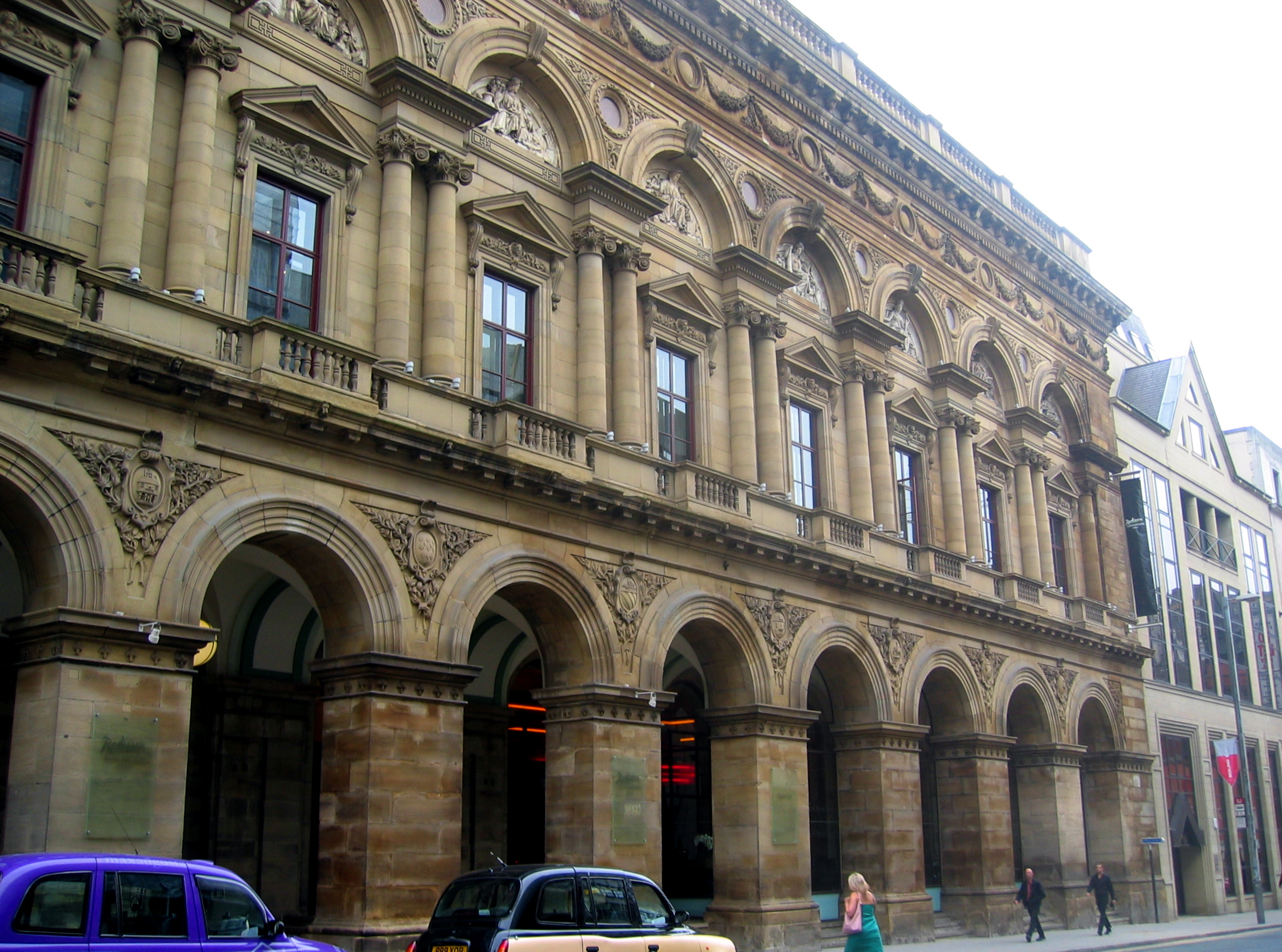
Residência da Orquestra Hallé

Nesse período ele recebeu convites para assumir os mais lucrativos e prestigiados postos do mundo. Logo depois de assumir a Orquestra Hallé, ele recebeu uma oferta de tornar-se o maestro da Orquestra Sinfônica de Londres e no início da década de 1950 a BBC tentou recrutá-lo para a Orquestra Sinfônica da BBC. Também no começo da década de 1950, o diretor do Royal Opera House, queria que ele fosse seu Diretor Musical. Barbirolli conduziu seis óperas para David Webster, o diretor do Royal Opera House: Turandot, La Bohème e Madama Butterfly de Giacomo Puccini, Aida de Giuseppe Verdi, Orfeu e Eurídice de Christoph Willibald Gluck, Tristan und Isolde de Richard Wagner, entre 1951 e 1953. Mas recusou o cargo, para não desviar-se da Hallé. No entanto, em 1958, após a criação da orquestra e as turnês continuas, conduzindo 75 concertos por ano, ele organizou uma programação menos onerosa, permitindo-lhe mais tempo para aparecer como maestro convidado em outras orquestras. Ele também trabalhou na Ópera Estatal de Viena e na Teatro da Ópera de Roma, onde le econduziu Aida em 1969. Em 1960 ele aceitou um convite para suceder Leopold Stokowski como Maestro Residente da Orquestra Sinfônica de Houston, no Texas, posto que ocupou até 1967, conduzindo anualmente durante 12 semanas. Em 1961 ele começou uma associação com a Filarmônica de Berlim, que continuou para o resto de sua vida In 1961 he began a regular association with the Berlin Philharmonic Orchestra, which lasted for the rest of his life.

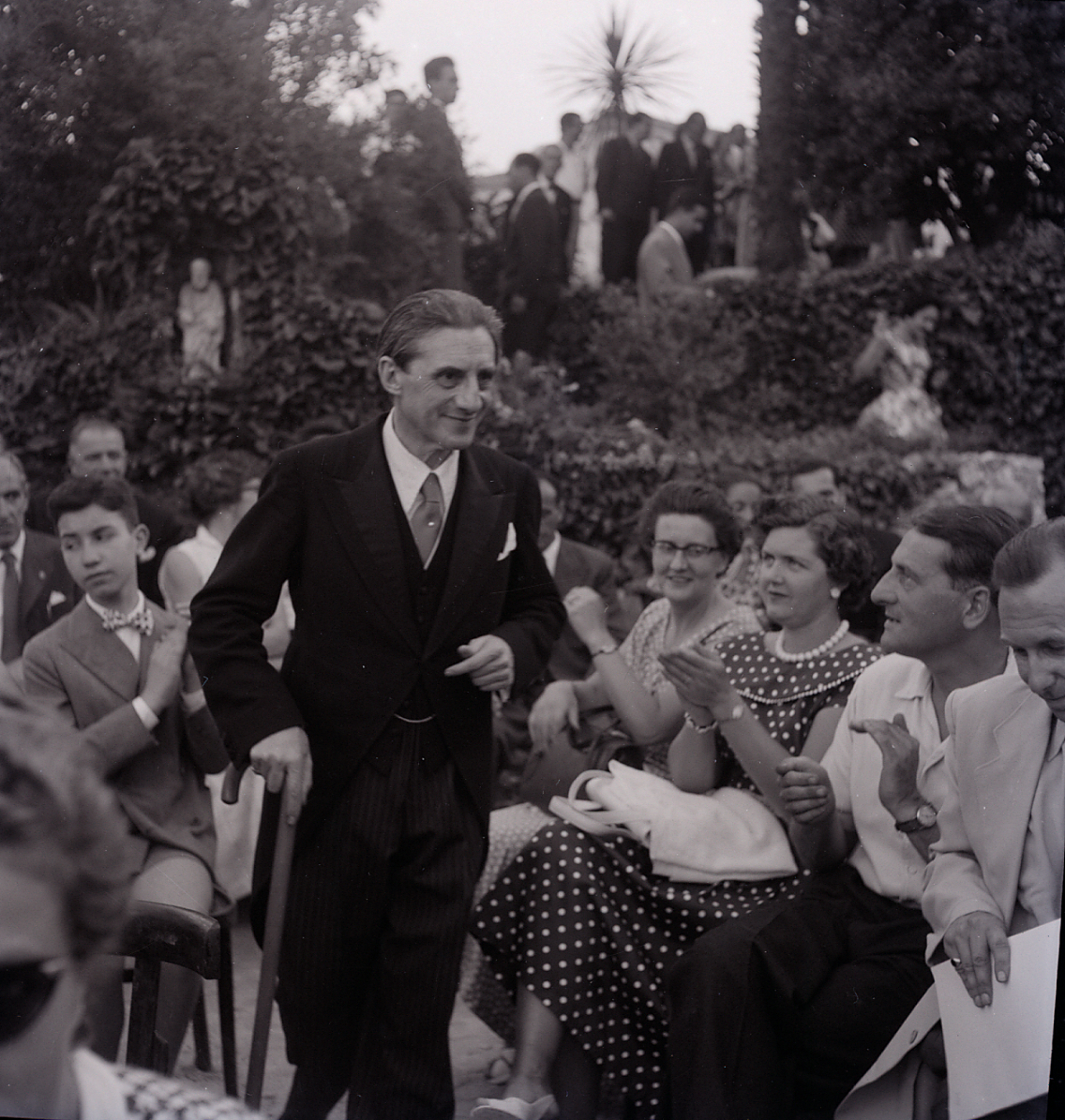
Barbirolli in Ravello, 1960. Foto por Paolo Monti.

A partir de 1953, Barbirolli e a Hallé apareceram regularmente no The Proms, da BBC, no Albert Hall, em Londres. Seu repertório consistia em músicas de compositores vienenses, como Franz Lehár e Johann Strauss, como a noite anual de Gilbert e Sullivan, de Malcolm Sargent. Em 1958, Barbirolli e a Hallé tocaram o mesmo programa que a orquestra apresentou pela primeira vez na história, em 1858  .
Barbirolli estava interessado na nova música, que começava a surgir após o fim da Segunda Guerra Mundial, e ele e a Hallé apareceram regularmante no Festival Cheltenham, onde eles apresentaram as premières de trabalhos de compositores como Arthur Benjamin, Alan Rawsthorne, Richard Arnell, Gordon Jacob, Peter Racine Fricker, William Alwyn e outros. Incremetando seu repertório, Barbirolli começou a reger muita música sinfônica, trabalhos de compositores britânicos e música do período Romântico, particularmente Gustav Mahler. Na década de 1960ele fez uma série de turnês internacionais com a Orquestra Philharmonia (América Latina em 1963), Orquestra Sinfônica da BBC (União Soviética em 1967) e com a Orquestra Hallé (América Latina e Ásia em 1968) .
Em 1968, após 25 anos com a Hallé, Barbirolli foi apontado como Maestro Laureado. Em seu último ano, em 1970, foi marcado por problemas do coração; ele sofreu colapsos em abril, maio, junho e julho. Seus últimos dois concertos foram com a Hallé em 190, no Festival King's Lynn. Seu último trabalho conduzido em público foi a Sinfonia nº7 de Ludwig van Beethoven, on sábado antes de sua morte. No dia de sua morte, ele passou várias horas ensaiando com a Orquestra Philharmonia, para uma turnê no Japão. Ele estava participando também, de uma produção de Otello, de Giuseppe Verdi, no Royal Opera House, que seria a primeira performance da ópera na casa em 20 anos e as gravações para a EMI de Manon Lescaut de Giacomo Puccini e Falsaff de Giuseppe Verdi.

## Repertório e Gravações

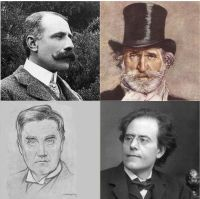
Edward Elgar (topo à esquerda), Giuseppe Verdi, (topo à direita) Ralph Vaughan Williams (baixo à esquerda) e Gustav Mahler, cuja música foi central para o repertório de John Barbirolli.

Barbirolli é lembrado como grande intérprete das obras de Edward Elgar, Ralph Vaughan Williams e Gustav Mahler, como também as de Franz Schubert, Ludwig van Beethoven, Jean Sibelius, Giuseppe Verdi e Giacomo Puccini, como também por dar suporte aos novos trabalhos de compositores inglêses. Vaughan Williams dedicou sua sétima e oitava sinfonia à Barbirolli, com os dizeres: "Glorioso John", e na oitava fez mais, escreveu ao topo da partitura: "Para o glorioso John, com amor e admiração de Ralph". 
O repertório de Barbirolli não é tão extensa como as de seus colegas, pelo fato dele insistir exaustivamente na preparação de toda obra que ele realizada. Seu colega, Sir Adrian Boult gostava e admirava Barbirolli, mas disse: "Não podemos ser como você e passar meses estudando essas coisas e ter dias para ensaiar antes de conduzir. Para muitos de nós, elas são apenas eventos esportivos". Barbirolli ficou chocado com a levianidade. Barbirolli é lembrado pelos ensaios e preparação para as sinfonias de Gustav Mahler. Ele levava de 18 meses a dois naos se preprarando meticulosamente, revisando todas as partes da sequência. Sua primeira apresentação da Nona de Gustav Mahler, levou 50 horas de ensaios.
Desde o início de sua carreira, Barbirolli foi um artista de gravações. Como um jovem violoncelista, ele fez quatro gravações para a Edison Bell, em 1911, com sua irmã Rosa de acompanhante, ao piano, e como parte de conjuntos de câmara, ele gravou músicas de Wolfgang Amadeus Mozart, Henry Purcell, Ralph Vaughan Williams entre outros, em 1925 e 1926. Como maestro, ele começou a gravar em 1927 para a Sociedade Nacional Gramofônica.  Entre suas gravações dessa época, a primeira realizada foi da Introdução e Allegro para Cordas, de Edward Elgar. O compositor, ao ouví-la, falou: "Eu nunca percebi que fosse um trabalho tão grande". Elgar, mesmo tendo uma extensa discografia como maestro, nunca gravou seus próprios trabalhos. Em 1928, Barbirolli fez algumas gravações para a Edison Bell. No mesmo ano, ele começou sua longa associação com a His Master's voice. Logo após o termino do concerto com a Orquestra Sinfônica de Londres, na qual substituiu Sir Thomas Beecham, ele foi abordado por Fred Gaisberg, produtor chefe da HMV, com quem Barbirolli assinou um contrato, pouco tempo depois. 
Muitas das gravações de Barbirolli para a HMV antes da guerra foram de concertos. Entre seus primeiros discos para ela foram de obras de Johannes Brahms, Max Bruch, Frédéric Chopin, Antonín Dvorák, Alexander Glazunov, Felix Mendelssohn, Wolfgang Amadeus Mozart, Robert Schumann, Jean Sibelius, Pyotr Ilyich Tchaikovsky e Henri Vieuxtemps. 
Em seis meses de seu retorno à Grã-Bretanha, em 1943, Barbirolli retomou seu contrato com a HMV, conduzindo a Orquestra Hallé na terceira sinfonia de Arnold Bax e a quinta de Ralph Vaughan Williams, seguido de trabalhos de compositores variados, indo de Arcangelo Corelli a Igor Stravinsky. Em 1955, ele assinou um contrato com a Pye Records. Pelo sucesso, uma companhia foi formada, a Pye-Barbirolli, com Barbirolli como diretor. Eles fizeram muitas gravações, incluindo sinfonias de Ludwig van Beethoven, Antonín Dvorák, Edward Elgar, Wolfgang Amadeus Mozart, Carl Nielsen, Jean Sibelius, Gustav Mahler, Pyotr Ilyich Tchaikovsky e Ralph Vaughan Williams.
Em 1962, HMV persuadiu Barbirolli a retornar para eles. Com a Orquestra Hallé, gavou o ciclo sinfônico de Sibelius, a segunda sinfonia de Edward Elgar, Falstaff de Giuseppe Verdi, The Dream of Gerontius de Edward Elgar, Sinfonia Londres de Ralph Vaughan Williams e trabalhos de Edvard Grieg e Frederick Delius. Com outras orquestras, Barbirolli gravou um vasto repertório. Nessa lista, entram nessa lista, as suas gravações de obras de Edward Elgar, como Concerto para Violoncelo com Jacqueline du Pré, Sea Pictures com Janet Baker, a primeira sinfonia, Enigma Variations e muitos outros trabalhos curtos. Suas gravações de Gustav Mahler incluem a quinta e a sexta sinfonias com a Orquestra Philharmonia e a nona com a Filarmônica de Berlim. Com a Filarmônica de Viena ele gravou o ciclo completo das sinfonias de Johannes Brahms e os dois Concertos para Piano com Daniel Barenboim. Ele fez três gravações operísticas para a EMI: Dido and Aeneas de Henry Purcell, com Victoria de los Ángeles (1966), Otello de Giuseppe Verdi, com James McCracken, Gwyneth Jones e Dietrich Fischer-Dieskau (1969) e Madama Butterfly de Giacomo Puccini, com Renata Scotto e Carlo Bergonzi.

## Honras e Prêmios

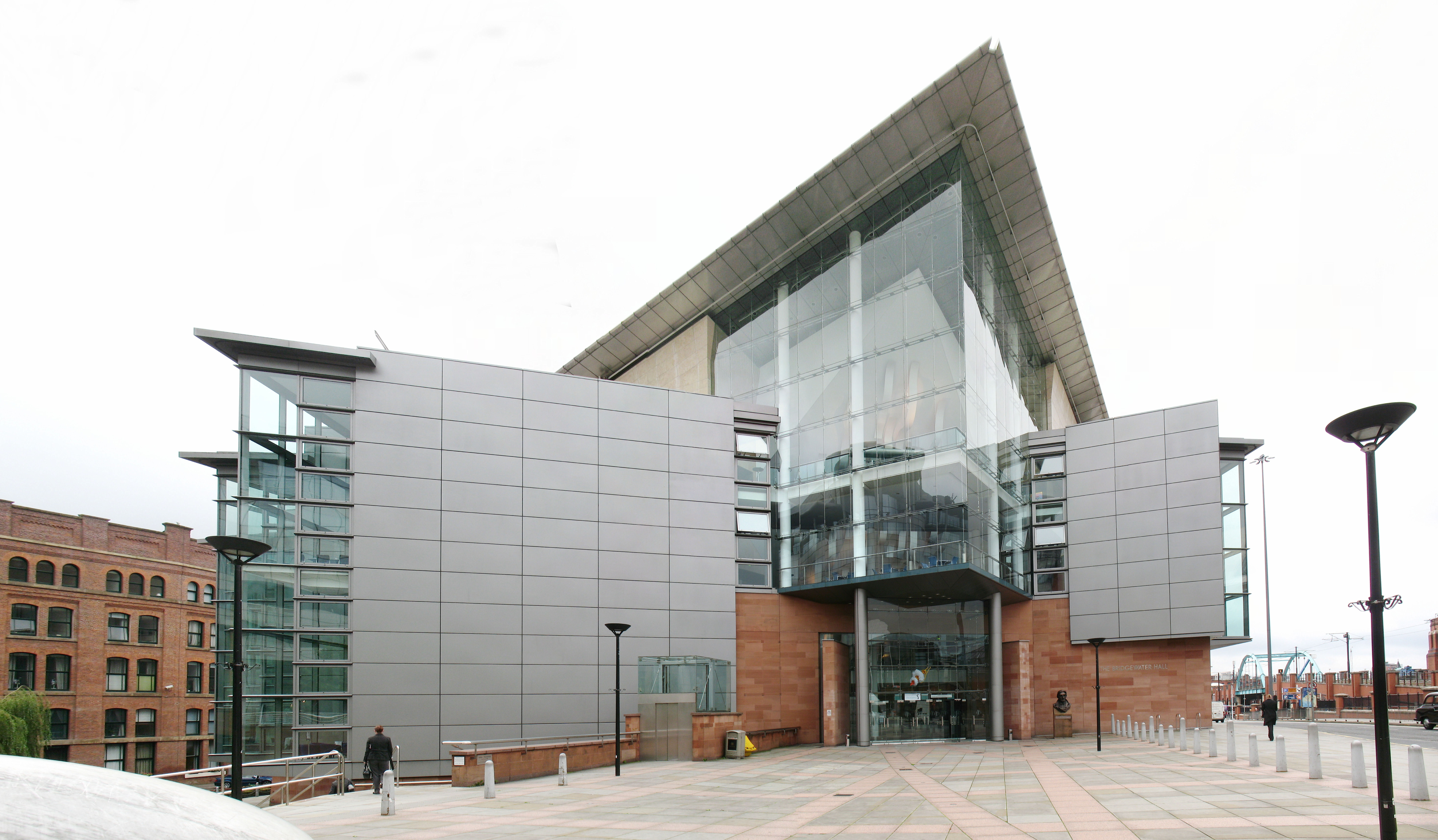
Bridgewater Hall em Barbirolli Square, Manchester

John Barbirolli foi feito Cavaleiro da Grã-Bretanha em 1949 e membro da Ordem dos Companheiros de Honra em 1969; recebeu a Grande Estrela Finlandesa e Colar de Comandante de Primeira Classe da Ordem da Rosa Branca da Finlândia em em 193; da Itália, recebeu a Ordem ao Mérito em 1964; e da França, foi feito Oficial da Ordem das Artes e das Letras, em 1966 e Oficial da Ordem Nacional do Mérito em 1968. Prêmios de instituiçãos musicais incluem o Prêmio da Companhia de Musicistas Worshipful, em 1966; Honraria da Acamida Nacional de Santa Cecília em 1960; Medalha de Outo da Sociedade Filarmônica Real em 1950; Medalha Bruckner da Sociedade Bruckner da América em 1959 e a Medalha Mahler, da Sociedade Mahler-Bruckner da América, em 1965.
Existem memoriais a Barbirolli em Manchester e em Londres. Barbirolli Square, em Manchester foi nomeado em seu nome, com uma estátua sua, feita em 2000 por Byron Howard. O centro inclui um moderno concert hall, o Bridgewater Hall. 

## Família
John Barbirolli casou-se pela primeira vez com a cantora Marjorie Parry, em 1932, eles divorciaram-se em 1939. Seu segundo casamento aconteceu em 1939 e durou a vida toda, foi com a oboísta britânica Evelyn Rothwell. Ele não teve filhos de nenhum casamento
. Evelyn faleceu em 2008 aos 97 anos.

## Obras estreadas por Barbirolli
- Benjamin Britten, Concerto para Violino (Filarmônica de Nova Iorque - 28 de Março de 1940)
- Benjamin Britten, Requiem (Filarmônica de Nova Iorque - 30 de Março de 1941)
- Ralph Vaughan Williams, Sinfonia Antartica (Orquestra Hallé - 1953)
- Ralph Vaughan Williams, Sinfonia Nº8 (Orquestra Hallé - 1956)